# Hieracium arrectipes
Hieracium arrectipes là một loài thực vật có hoa trong họ Cúc. Loài này được Almq. ex Elfstr. mô tả khoa học đầu tiên năm 1890.